# Calamarca (distrito)
Calamarca é um distrito do Peru, departamento de La Libertad, um dos quatro distritos localizadados na província de Julcán.

## Transporte
O distrito de Calamarca é servido pela seguinte rodovia:
- LI-118, que liga o distrito de Quiruvilca à cidade de Chao
- LI-120, que liga o distrito à cidade de Agallpampa[2][3][4]